# Calle Real
Calle Real är en svensk musikgrupp som spelar timba.
Calle Real bildades 1999 av Patricio Sobrado och har tolv medlemmar, bland andra trumpetaren Nils Janson. Det var ursprungligen en trio som spelade kubansk musik i Buena Vista Social Clubs stil. Gruppen komponerar som regel sin egen musik.

## Diskografi
- 2006 – Con fuerza
- 2009 – Me lo gané
- 2015 – Dime que?!